# Československá basketbalová liga 1960-1961
La Československá basketbalová liga 1960-1961 è stata la 33ª edizione del massimo campionato cecoslovacco di pallacanestro maschile. La vittoria finale è stata ad appannaggio dell'Iskra Svit.

## Risultati

### Stagione regolare
|     | Squadra                | G  | V  | P  | PF   | PS   | Pt. | Qualificazione |
| --- | ---------------------- | -- | -- | -- | ---- | ---- | --- | -------------- |
| 1.  | Iskra Svit             | 22 | 17 | 5  | 1566 | 1322 | 39  |                |
| 2.  | Spartak Praga Sokolovo | 22 | 15 | 7  | 1648 | 1419 | 37  |                |
| 3.  | Slovan Orbis Praga     | 22 | 14 | 8  | 1590 | 1405 | 36  |                |
| 4.  | Dynamo Praga           | 22 | 14 | 8  | 1509 | 1374 | 36  |                |
| 5.  | Spartak ZJŠ Brno       | 22 | 13 | 9  | 1689 | 1522 | 35  |                |
| 6.  | Slovan Bratislava      | 22 | 13 | 9  | 1441 | 1440 | 35  |                |
| 7.  | Sokol Ostrava          | 22 | 12 | 10 | 1542 | 1518 | 34  |                |
| 8.  | Jednota Košice         | 22 | 11 | 11 | 1462 | 1590 | 33  |                |
| 9.  | Dukla Mariánské Lázně  | 22 | 10 | 12 | 1615 | 1613 | 32  |                |
| 10. | Slávia VŠ Bratislava   | 22 | 7  | 15 | 1608 | 1629 | 29  |                |
| 11. | Spartak ZJŠ Brno B     | 22 | 3  | 19 | 1208 | 1580 | 25  | retrocesse     |
| 12. | Dukla Praga            | 22 | 3  | 19 | 1247 | 1711 | 25  | retrocesse     |

| Československá basketbalová liga 1960-1961 |
| ------------------------------------------ |
| Iskra Svit 1º titolo                       |

## Formazione vincitrice
| N° | Naz.                      | Ruolo | Sportivo        |  | Alt. |  |
| -- | ------------------------- | ----- | --------------- |  | ---- |  |
|    | Cecoslovacchia (bandiera) |       | Boris Lukášik   |  | 187  |  |
|    | Cecoslovacchia (bandiera) |       | Dušan Lukášik   |  | 191  |  |
|    | Cecoslovacchia (bandiera) |       | Rudolf Vraniak  |  |      |  |
|    | Cecoslovacchia (bandiera) |       | Ján Lehoczký    |  |      |  |
|    | Cecoslovacchia (bandiera) |       | Zdeněk Setnička |  |      |  |
|    | Cecoslovacchia (bandiera) |       | Brychta         |  |      |  |
|    | Cecoslovacchia (bandiera) |       | Imrich Kočík    |  |      |  |
|    | Cecoslovacchia (bandiera) |       | Vass            |  |      |  |
|    | Cecoslovacchia (bandiera) |       | Hrúz            |  |      |  |
|    | Cecoslovacchia (bandiera) |       | Jozef Fabišík   |  |      |  |
|    | Cecoslovacchia (bandiera) |       | Franc           |  |      |  |
|    | Cecoslovacchia (bandiera) | All.  | Pavel Antal     |  |      |  |

## Fonti
- Ing. Pavel Šimák: Historie československého basketbalu v číslech (1932-1985), Basketbalový svaz ÚV ČSTV, květen 1985, 174 stran
- Ing. Pavel Šimák: Historie československého basketbalu v číslech, II. část (1985-1992), Česká a slovenská basketbalová federace, březen 1993, 130 stran
- Juraj Gacík: Kronika československého a slovenského basketbalu (1919-1993), (1993-2000), vydáno 2000, 1. vyd, slovensky, BADEM, Žilina, 943 stran
- Jakub Bažant, Jiří Závozda: Nebáli se své odvahy, Československý basketbal v příbězích a faktech, 1. díl (1897-1993), 2014, Olympia, 464 stran